# Leon Schuster
Leon Ernest "Schuks" Schuster (nacido el 21 de mayo de 1951) es un cineasta, comediante, actor, cantante y presentador sudafricano.

## Biografía
Schuster explicó, en una entrevista de 2010, que su interés por el cine fue parte de él desde su niñez.
Asistió al Hoërskool Jim Fouché en Bloemfontein y obtuvo una Licenciatura de la Universidad del Estado Libre de Orange. Regresó al Jim Fouché como profesor durante dos años.

## Carrera profesional
Comenzó a trabajar para South African Broadcasting Corporation (SABC). Durante su tiempo en la empresa, creó la serie de radio en afrikáans Vrypostige Mikrofoon con Fanus Rautenbach.

### Música
En 1982, compiló una serie de canciones deportivas en su primer disco titulado, Leon Schuster. Su segundo álbum fue Broekskeur, seguido por Briekdans y Leon Schuster - 20 Treffers.
El álbum Hier Kom Die Bokke ('Here Come The Bucks') obtuvo un premio FNB Sama Music Award en 1995. Su siguiente CD, Gatvol in Paradise, vendió en más de 125.000 unidades y dio lugar al himno no oficial de Gauteng, "Gautengeleng". ¡Hey Bokke! fue relanzado en 2019.

### Cine
Su primer largometraje, You Must Be Joking!, producido en colaboración con Johan Scholtz y Elmo de Witt, se hizo popular entre el público sudafricano y dio lugar a la secuela You Must be Joking! Too.
Mr. Bones, cuyo guion escribió y protagonizó, fue su película más exitosa, ganando más de R 33 millones en la taquilla de Sudáfrica.
El 16 de septiembre de 2011 se informó que su próximo proyecto, Mad Buddies, sería financiado parcialmente por Walt Disney Company, que también se encargaría de la distribución y comercialización. Se estrenó en 2012, protagonizada por Schuster junto al humorista Kenneth Nkosi. Recibió críticas negativas y obtuvo R 4.5 millones en taquilla durante el primer fin de semana con un presupuesto de R 20 millón.

## Controversias
Seis de sus películas fueron señaladas por cuestiones de sensibilidad racial.

### Estilo cómico
En 2018, el comediante "no se disculpó por jugar con todos los estereotipos raciales en sus películas", pero admitió abiertamente que "se arrepiente de haberse beneficiado del blackface ". Dijo además: "Lamento mucho no poder hacer Mama Jack 2. Si tuviera un sueño hecho realidad, mi próxima película sería Mama Jack 2. Especialmente en Twitter dijeron que me mantenga alejado de eso. Era gente negra hablándome y tienes que escuchar. No puedo hacerlo porque me criticarán mucho. En los viejos tiempos no preocupaba a nadie. Pero no voy a ponerme la cara negra ahora, no puedo. No hay un solo actor en el mundo que lo haga. Es simplemente racista".

### Retirada de películas
El 19 de junio de 2020, el servicio de streaming sudafricano Showmax eliminó más de seis de sus películas, citando su contenido como "racialmente insensible", considerando que ha usado las caras negras en muchas de ellas para "efecto cómico". Esto se produjo durante las intensas protestas de Black Lives Matter. Schuster reaccionó diciendo que estaba "conmocionado" y no podía creer que el contenido de sus películas haga algún daño.
La película Frank and Fearless (2018) volvió al circuito tras someterse a una revisión.

## Filmografía
| Año  | Película                                            | Rol                          | Recaudación   | Banda sonora                                  |
| ---- | --------------------------------------------------- | ---------------------------- | ------------- | --------------------------------------------- |
| 1986 | You Must Be Joking!                                 | Schucks                      |               |                                               |
| 1987 | You Must Be Joking! Too                             | Schucks                      | R43 Millones  |                                               |
| 1989 | Oh Schucks...It's Schuster!                         | Schucks                      |               |                                               |
| 1990 | Oh Shucks! Here Comes UNTAG AKA Kwagga Strikes Back | Kwagga Robertse              |               |                                               |
| 1991 | Sweet 'n Short                                      | Sweet Coetzee                |               | Clarke/Bremer de Adult Art                    |
| 1993 | There's a Zulu On My Stoep                          | Rhino Labuschagne            |               |                                               |
| 1996 | Panic Mechanic                                      | Schucks                      |               |                                               |
| 1999 | Millennium Menace                                   | Schucks                      | R40 millones  | In Love With You interpretada por Dana Winner |
| 2001 | Mr Bones                                            | Bones                        | R33 millones  |                                               |
| 2004 | Oh Schuks... I'm Gatvol                             | Schucks                      |               |                                               |
| 2005 | Mama Jack                                           | Jack Theron Mama Bolo Donald | $4.4 millones |                                               |
| 2008 | Mr Bones 2: Back from the Past                      | Bones                        | R35 millones  | Don Clarke                                    |
| 2010 | Schuks Tshabalala's Survival Guide to South Africa  | Schuks Tshabalala            |               | Schuster/Clarke de Crutchmullets              |
| 2012 | Mad Buddies                                         | Boetie                       |               |                                               |
| 2013 | Schuks! Your Country Needs You                      | Schucks                      |               | Don Clarke                                    |
| 2015 | Schuks! Pay Back The Money                          | Schucks                      |               | Don Clarke                                    |
| 2018 | Frank and Fearless                                  | Frank                        |               | Nic Paton y Don Clarke                        |

## Discografía

### Álbumes
- Wat Kan Lekkerder Wees - Álbum de vinilo con Cora Marie[44]

- Leon Schuster (1982)[45] Reeditado en CD en 1993
- Broekskeur (1983)[46]
- Waar En Wolhaar (1983)[47] Reeditado 2009 EMI Music South Africa (Pty) Ltd
- Briekdans (1984)[48]
- Rugby (1985)[49] Incluidos los compositores C Pops (Daisyblom), L. Carstens (coescritura de Doring Van Despatch), B. Louw (coescritura de Bokbusters), Symile, Delancray (coescritura de Ekke Boo), H. Bierman (coautor de Lekker In Suid-Afrika), B. Louw (coautor de Rugbyklanke)

- You Must Be Joking! (1986)[50]
- Dasiefoutie (1988)[51]
- "Shakin" Schuster En Sy Opkikkers (1992)[52]
- Hie' Kommie Bokke (1995)[53]
- Gautvol in Paradise (1997)[11]
- Die Vrypostige Mikrofoon, Volume 1 (1998)[54]
- Die Vrypostige Mikrofoon, Volume 2 (1998)[55]
- Baas Funny Plaas (1999)[56]
- Springbok Rugby Hits - Bring it Home (1999)[57]
- My Beste Jare (2001)[58] Incluyendo canciones de Steve Hofmeyr, David Kramer, Patricia Lewis, The Bats, Zoon Stander y PJ Powers
- My Mates – Die Bokke[59] (2001)
- Groen, Goud En White (2002)[60] Compilación junto a Steve Hofmeyr, Johnny Clegg, Claire Johnston, Jeff Maluleke, Zoon Stander, Pieter Smith, Patricia Lewis, Guillaume, Pieter Koen, Mandoza and Boet Pretorius
- Catchup Song And Every Cricket Hit [61] (2003) CD relanzado en 2005
- Oh Schuks... I'm Gatvol[62] (2004)[63] Feat Dig a Little Deeper (Don Clarke) reeditado en 2015 para Musicians Against Xenophobia[64]
- Op Dun Eish (2006) con canciones de Don Clarke[65] y Mike Valentine[66]
- Hie' Kommie Bokke 2! [67] (2007)
- Dra Die Bok [68] (2008)